# Allagoptera arenaria
Allagoptera arenaria là loài thực vật có hoa thuộc họ Arecaceae. Loài này được (Gomes) Kuntze mô tả khoa học đầu tiên năm 1891.